# Trần Mai Ninh
Trần Mai Ninh (1917–1947) là nhà văn, nhà thơ Việt Nam. Ông sinh ra tại Thanh Hóa, mất năm 30 tuổi khi tham gia Chiến tranh Việt Nam. Ngoài tên thật Trần Mai Ninh, ông còn viết với các bút danh Mai Đỗ, Hồng Diên, CK.

## Tiểu sử
Trần Mai Ninh tên thật là Nguyễn Thường Khanh. Ông sinh năm 1917 tại Thanh Hóa. Thân phụ ông là Nguyễn Xuân Tuyển, một viên chức nhỏ. Lúc thiếu thời Trần Mai Ninh học Thành Chung ở Thanh Hóa, sau ra Hà Nội học tiếp Tú Tài. Ngay từ thời còn đi học, Trần Mai Ninh đã cùng một số bạn bè ra tờ báo có tên "Con sáo" để phê phán nền giáo dục thực dân và nói lên lý tưởng của tuổi trẻ học đường. Sau đó ông tiếp tục viết bài và trực tiếp tham gia biên tập các tờ báo của Đảng xuất bản trong thời kỳ Mặt trận dân chủ (1936–1939) như: Bạn dân, Thời thế (1937), Tin tức, Thế giới, Người mới (1938) và Bạn đường, Tự do ở Thanh Hóa... với các bút danh: KT, Mạc Đỗ, Trần Mai Ninh, Hồng Diện, Nguyễn Thường Khanh. Ông không những là một ngòi bút sắc sảo, xông xáo, nhiệt huyết mà còn là một người vẽ tranh minh họa và trình bày báo có tài.
Trần Mai Ninh tham gia phong trào yêu nước Mặt trận dân chủ (1936–1939) của Đảng Cộng sản Đông Dương. Ông làm phóng viên, biên tập viên cho các báo Bạn dân, Thời thế (1937), Tin tức, Thế giới, Người mới (1938), Bạn đường (1939)... Khi Mặt trận dân chủ bị chính quyền thuộc địa đàn áp, Trần Mai Ninh về quê hoạt động ở chiến khu Ngọc Trạo. Ông bị nhà cầm quyền bắt giam nhưng sau đó vượt ngục và tham gia giành chính quyền trong Cách mạng tháng Tám ở Nam Trung bộ. Sau đó Trần Mai Ninh tham gia kháng chiến ở Quảng Ngãi, Phú Yên, Khánh Hòa.
Trên đường đi thi hành nhiệm vụ, ông bị địch Pháp phục kích vây bắt và hy sinh năm 1947. Trần Mai Ninh để lại nhiều tác phẩm, nhưng nổi tiếng hơn cả là bài thơ Nhớ máu.

## Phong cách
Thanh Thảo, trên báo Thanh niên ngày 23 tháng 7 năm 2006, viết về phong cách thơ Trần Mai Ninh và bài thơ Nhớ máu:
Ơ cái gió Tuy Hòa...
Cái gió chuyên cần
Và phóng túng.
Gió đi ngang, đi dọc,
Gió trẻ lại lưng chừng
Gió nghĩ,
Gió cười,
Gió reo lên lồng lộn
...Bắt đầu từ ngọn gió dữ dội ấy, thơ Việt hiện đại có thêm một nhà thơ, một bài thơ bất tử: bài Nhớ máu. Hãy đọc lại bài thơ này với niềm đam mê, với tình yêu, và chúng ta sẽ thấy, cái nhịp thơ Nhớ máu ấy chính là nhịp rock, một loại hard rock mà ngay tới bây giờ cũng chưa dễ thưởng thức được trọn vẹn. Thơ bắt đầu từ ngôn ngữ, nhưng trên cả ngôn ngữ, siêu–ngôn–ngữ chính là nhịp thơ, chứ không phải vần thơ. Nhịp thơ đẩy bài thơ vọt lên phía trước, ấn vào vô thức người đọc, khuấy động tận đáy sâu tâm cảm người đọc. Đã nhiều năm tôi đọc Nhớ máu, ở nhiều hoàn cảnh và tâm trạng khác nhau, và sau cùng, cái "ấn" vào tôi sâu nhất vẫn là nhịp (rhythm), cái nhịp kỳ lạ của bài thơ này:
– A, gần lắm!
Ta gần máu,
Ta gần người,
Ta gần quyết liệt.
Ơ hỡi, Nha Trang!
Cái đô thành vĩ đại
Thanh Thảo nhận xét thơ của Trần Mai Ninh có thể hóa thân không chỉ vào âm nhạc, hội họa, điêu khắc, mà cả vào điện ảnh nữa! Và những montage dứt điểm trong bài Nhớ máu là những montage mà một đạo diễn điện ảnh mạnh tay nghề có thể thưởng thức sâu sắc. "Quắc mắt nhìn vào thăm thẳm tương lai" Trần Mai Ninh có thể thấy bài thơ của mình ròng ròng nơi "tối cao vinh dự". Nơi ấy, chắc chắn không phải là một giải thưởng, dù là giải thưởng to đến đâu! Nơi ấy, là hồn dân tộc, là khí huyết bừng bừng của những người yêu nước trung trực, là nơi "Việt Nam rồi đứng dậy – Sáng vô chừng!"..
Bài thơ Nhớ máu tiêu biểu cho phong cách dữ dội, sâu sắc và quan điểm sáng tác đầy nhiệt huyết của Trần Mai Ninh, như chính ông đã viết trong tiểu luận Sống đã rồi viết văn (1944):
Một nhà văn muốn sáng tác cho thực có giá trị trong suốt cả một đời, điều quan hệ nhất, là suốt cả một đời, nhà văn ấy phải học, học ở nơi trang sách của đồng loại, và nhất là học ngay bằng máu thịt của mình tung ra giữa trời hoạt động, trong một sự sống ngang tàng, chăm chỉ, không dừng một phút.

## Tác phẩm
- Nhớ máu (thơ)
- Tình sông núi (thơ)
- Thằng Tuất (truyện vừa, 1939)
- Trừ họa (truyện ngắn, 1941)
- Ngơ ngác (truyện dài, 1941)
- Sống đã rồi viết văn (tiểu luận, 1944)
- Thơ văn Trần Mai Ninh (tuyển tập, 1980)

## Vinh danh
Trần Mai Ninh được trao giải thưởng cấp nhà nước về văn học nghệ thuật năm 2007.
Hội nhà báo tỉnh Thanh Hóa cũng lấy tên Trần Mai Ninh đặt cho giải thưởng cao quý nhất của hội. Tại Thanh Hóa còn có một trường học mang tên ông là THCS Trần Mai Ninh
Tại quận Tân Bình, Thành phố Hồ Chí Minh cũng có một con đường mang tên Trần Mai Ninh.